# Eremaeozetes himalayensis
Eremaeozetes himalayensis är en kvalsterart som beskrevs av Pranabes Sanyal 1992. Eremaeozetes himalayensis ingår i släktet Eremaeozetes och familjen Eremaeozetidae. Inga underarter finns listade i Catalogue of Life.